# Simpson Horror Show III
Le Simpson Horror Show III (en France) ou Spécial d'Halloween III (au Québec) (Treehouse of Horror III) est le 5e épisode de la saison 4 de la série télévisée d'animation Les Simpson.

## Synopsis

### Introduction
C'est Homer qui avertit les téléspectateurs.
Les Simpson organisent une fête à l'occasion d'Halloween, durant laquelle Lisa, Abe et Bart racontent tour à tour les trois histoires suivantes.

### Un clown sans pitié
Pour l'anniversaire de Bart, Homer a oublié le cadeau de Bart et court en chercher un au plus vite. Il va lui acheter dans une boutique satanique. Le vendeur lui propose une poupée parlante à l'effigie de Krusty le Clown. Bart est content de ce cadeau. Quand Homer se retrouve seul avec elle devant la télévision, la poupée se met à vivre et montre sa nature diabolique. Elle a l'intention de tuer Homer. Il tente de se débarrasser d'elle en la jetant dans un puits, mais malheureusement, la poupée Krusty qui s'est attachée sous l'auto est de retour et tente de tuer Homer une fois pour toutes en le noyant dans l'eau du chien. Marge, horrifiée, appelle le magasin qui a vendu la poupée pour lui venir en aide. L'employé vient et neutralise la poupée en la mettant en mode « bon », car elle était en mode « méchant ». La poupée devient gentille avec Homer qui lui fait alors faire les pires tâches.